# Клейкий рис

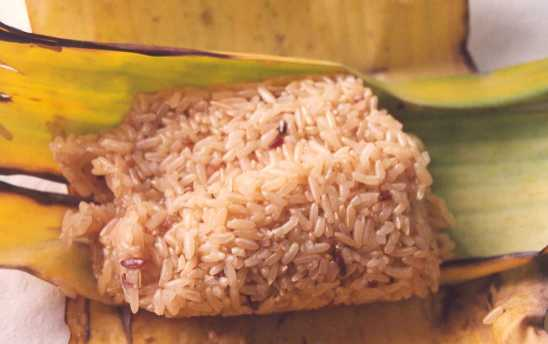
Клейкий рис в банановому листі

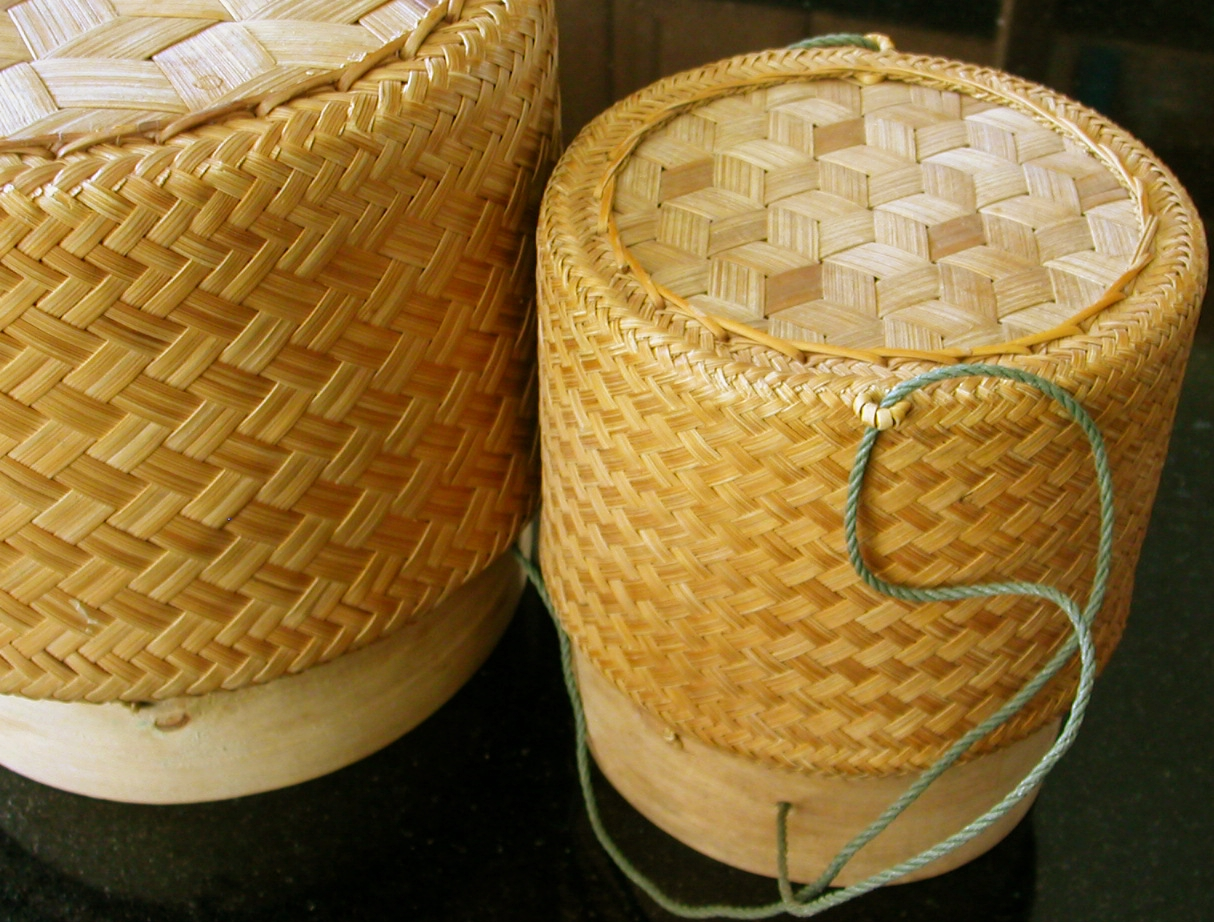
Лаоська корзинка для зберігання приготовленого клейкого рису

Клейкий рис, липкий рис, солодкий рис — сорт рису (Oryza sativa var. glutinosa) в Азії, що характеризується яскраво вираженим смаком і високою міцністю при кулінарній обробці. Цей різновид рису особливо часто використовується для приготування солодких страв (і тому іноді називається «солодким»).
Клейкий рис зазвичай не містить клейковини і може безпечно використовуватися у відповідній дієті . Він відрізняється від звичайного рису відсутністю або мінімальним вмістом амілози і високим вмістом амілопектину; останній якраз надає йому «клейкості». Генетичні відмінності між звичайним і клейким рисом складаються в точкової мутації одного гену, відповідального за біосинтез амілози.
У В'єтнамі клейкий рис, свинина і боби мунг є інгредієнтами для приготування традиційних пирогів бань чунг для свята Тет. Клейкий рис вживається там протягом усього року як основа для солодощів, приготованих у банановому листі. В Таїланді та Лаосі має назву кхао няо.